# Albert Besson
Pour les articles homonymes, voir Besson.
Albert Besson, né le 18 avril 1896 à Montgeron (Essonne) et mort le 17 mai 1965 dans la même ville, est un médecin, hygiéniste et bactériologiste français, membre de l'Académie nationale de médecine et de l'Académie d'agriculture. Il est notamment à l'origine des premières campagnes de vaccination contre la poliomyélite, de lutte contre la pollution atmosphérique et le bruit.

## Biographie
Albert Charles Besson, né à Montgeron est le petit-fils d'un inspecteur de l'instruction publique et historien de Montgeron, Jean-Charles Gatinot, le beau-père du peintre Maurice Boitel et du géographe Raymond Lazzarotti, professeur d'Université et l'arrière-grand-père de l'écrivain Claire Boitel. Marié en 1924 avec Madeleine Lejeune, ils ont ensemble trois enfants.
Il meurt le 17 mai 1965 à Montgeron. Son éloge funèbre est prononcé à l'Académie nationale de médecine le 17 janvier 1967 par son successeur Julien Huber et est publié dans le bulletin de l’Académie.

## Carrière
Engagé volontaire en 1914 juste après avoir obtenu le baccalauréat, Albert Besson  est envoyé en 1915 à l'École spéciale militaire de Saint-Cyr d'où il sort aspirant avant de repartir au front (2e compagnie du 119e régiment d'infanterie). Le 26 décembre 1916, il est grièvement blessé à Bezonvaux, alors qu'il commande une colonne d'approvisionnement du fort de Vaux, pendant la bataille de Verdun et après avoir sauvé plusieurs soldats. Pendant sa convalescence, il entreprend des études à la faculté de médecine de Paris et publie son premier ouvrage avant même la fin du conflit, en relation avec les affections dues aux blessures de guerre. Bien que d'abord bactériologiste, il soutient sa thèse de médecine dans le service du professeur Joseph Lévy-Valensi, psychiatre, qui demeure l'un de ses plus proches amis.
Il est élu conseiller général de la Seine et conseiller municipal de Paris en 1929, puis vice-président du conseil général de la Seine en 1933. À ce titre, il est invité par le gouvernement polonais à Varsovie où il signe des accords de coopération en matière de médecine militaire. Parmi les signataires polonais d'un des accords figure le médecin-colonel Stanislaw Krzeminski, trisaïeul d'un arrière-arrière petit-fils d'Albert Besson.
En 1930, il met en application ses théories pour la construction de sa maison d'Audresselles qui existe encore au XXIe siècle. Il revient à la médecine en 1936 en tant que directeur général des laboratoires d'hygiène de la Ville de Paris et inspecteur général des services d'hygiène. C'est au titre d'hygiéniste qu'il est nommé professeur à l'École spéciale d'architecture de Paris. Parmi ses étudiantes figurent Farah Diba, par la suite impératrice d'Iran.
Dans les années 1950, après la découverte du vaccin contre la poliomyélite par son ami le professeur Gaston Ramon, Albert Besson est le promoteur des campagnes de vaccination contre cette maladie. Il contraint les compagnies à éliminer les agents pathogènes de l'eau distribuée aux habitants de la région parisienne et obtient le vote d'une loi interdisant l'utilisation du klaxon dans les agglomérations. Il est le premier à sensibiliser les autorités aux nuisances créées par les pollutions atmosphériques et sonores.
Le 24 avril 1956, il est élu  à l'Académie nationale de médecine. Parmi les collègues de l'Académie avec lesquels il est le plus lié, se trouvent le cardiologue Camille Lian ainsi que Georges Duhamel et Robert Debré.
De 1963 à 1965, il est membre de l'Académie d'agriculture.

## Publications
Son principal ouvrage, Hygiène de l'habitation (1947, Baillière et fils éditeurs, Paris), théorise la rencontre entre la médecine et l'architecture, pour tendre à l'élimination des taudis insalubres humides et obscurs, milieux  favorisant la prolifération des germes pathogènes et des épidémies. C'est en cela qu'il est un précurseur et le vecteur d'une pensée qui a influencé des architectes comme Le Corbusier.
Plusieurs de ses ouvrages sont enregistrés à l'Institut Pasteur, dont :
- Dr Albert Besson (préf. Dr Dujarric de la Rivière), Questions d'hygiène et de technique hospitalières : de la construction et de l'aménagement des établissements hospitaliers, Paris, Jean-Baptiste Baillière et fils, 1951 ;
- Dr Albert Besson, Technique microbiologique et sérothérapique : microbes pathogènes de l'homme et des animaux, guide du médecin et du vétérinaire pour les travaux de laboratoire, Paris, Jean-Baptiste Baillière et fils, 1920, 924 p. Une 4e édition, revue et augmentée, de ce livre peut aussi être trouvée à l'université de Navarre, en Espagne ;
- Dr Albert Besson et Dr G. Ehringer, La pratique de la désinfection : guide du médecin et de l'hygiéniste pour les travaux d'assainissement, de désinsectisation et de dératisation, Paris, Jean-Baptiste Baillière et fils, 1926 (ASIN B001D51BS6).

## Décorations et citations
- Officier de la Légion d'honneur[Quand ?] ;
- Médaille militaire ;
- Croix de guerre 1914–1918 (2 citations) ;
- médaille des blessés de guerre ;
- médaille commémorative de la bataille de Verdun ;
- commandeur de l'ordre royal de Saint-Sava (Yougoslavie) ;
- commandeur de l'ordre du Ouissam alaouite (Maroc) ;
- commandeur de l'ordre du Nichan Iftikhar (Tunisie) ;
- commandeur de l'ordre royal du Cambodge ;
- médaille commémorative de la 45e division d'infanterie (Pologne) ;
- citations à l'ordre de l'Armée dont ordre no 6735 "D" au grand quartier général du 9 avril 1918.

## Hommages
Des rues de plusieurs communes portent son nom, en particulier la rue du Dr Besson à Montgeron.
Il est inscrit sur le Livre d'or des soldats de Verdun, sous le numéro D 11955, 119e régiment d'infanterie, à la mairie de Verdun.

## Sources
- Albert Besson, sur le site du Comité des travaux historiques et scientifiques (CTHS)
- Résumé des titres et travaux du docteur Albert Besson. Imprimerie municipale - Hôtel de Ville - Paris 822 - mars 1956